# Dietmar Hopp
Dietmar Hopp (Heidelberg, 26 de abril de 1940) é um empresário alemão e cofundador da empresa de software SAP AG.
Hopp é registrado na lista das pessoas mais ricas do mundo da revista Forbes. Sua fortuna é estimada em 5,2 Bilhões de dólares. Patrocina e apoia financeiramente o clube TSG Hoffenheim, da Bundesliga.
No dia 29 de fevereiro de 2020, na partida realizada entre Hoffenheim e Bayern de Munique, foi alvo de protestos da torcida bávara. O jogo chegou a ser interrompido  duas vezes e encerrou com os jogadores dos dois times tocando a bola sem propósito pelos últimos 15 minutos.
No dia seguinte, Hopp novamente foi alvo de protestos, dessa vez vinda da torcida do Union Berlin na partida contra o Wolfsburg. Os torcedores o acusaram de burlar a regra do 50+1, que impede que investidores comerciais adquiram mais de 49% das ações de um clube na alemanha.
Em março de 2023, o Hoffenheim anunciou que Dietmar Hopp devolveria o direito à maioria dos votos, deixando de ser proprietário do clube.